# Kuków (województwo podlaskie)
Kuków – wieś w Polsce położona w województwie podlaskim, w powiecie suwalskim, w gminie Suwałki.
Do 1954 roku miejscowość była siedzibą gminy Kuków. W latach 1975–1998 miejscowość administracyjnie należała do województwa suwalskiego.